# إيفان بوهم
إيفان بوهم (بالإنجليزية: Evan Boehm) هو لاعب كرة قدم أمريكية أمريكي، ولد في 19 أغسطس 1994 في ليز ساميت في الولايات المتحدة.

## وصلات خارجية
- إيفان بوهم على موقع مرجع كرة القدم المحترفة.كوم (الإنجليزية)